# 愛侶 (電影)
是一部2016年英國和美國合拍的時代傳記劇情片，電影的靈感源自2011年由Nancy Buirski執導的紀錄片《漫長回家路：一個愛情故事》（The Loving Story），電影根據發生於1967年美國最高法院（沃伦法院）對《洛文夫婦控訴維吉尼亞州案》的裁決，當中涉及維吉尼亞州禁止種族間婚姻的法律，並隨著《洛文夫婦控訴維吉尼亞州案》的發展而拍攝。
電影由傑夫·尼可拉斯執導及編劇，由喬爾·埃哲頓及露絲·奈嘉主演、馬頓·索柯斯、尼克·克羅爾及麥可·夏儂作為配角。主要攝影於維珍尼亞州列治文取景，國王與王后縣、加羅林縣等也有取景，於2015年9月16日開始，並於11月19日結束。
電影於2016年5月16日在第69屆坎城影展上首映並入選競爭金棕櫚獎，並由焦點影業定於2016年11月4日在美國作有限上映，並於2016年11月11日廣泛上映。電影獲得積極的評價，被幾個媒體稱為2016年最佳電影之一。電影被提名到不同的獎項，包括金球獎最佳男主角，以及金球獎和奧斯卡獎的最佳女主角。

## 劇情
故事敘述一名白人男性和黑人女性因相愛而結婚，兩人為此違反了反異族通婚法而遭到了拘捕，並於1958年在維吉尼亞州被判获罪，缓刑驱逐出州并流放至華盛頓。兩人提起了一連串的訴訟，以申訴法律禁止異族通婚是一種違憲的不公行為，并受到美国公民自由协会（ACLU）的帮助和支持。

## 演員
- 喬爾·埃哲頓 飾 李察·洛文（Richard Loving），砌砖工人
- 露絲·奈嘉 飾 蜜德莉·洛文（Mildred Loving），李察妻子
- 麥可·夏儂 飾 格雷·威萊（Grey Villet）
- 尼克·克羅爾 飾 伯尼·柯恩（羅馬尼亞語：Bernard S. Cohen）（Bernie Cohen）
- 馬頓·索柯斯 飾 布魯克斯警長（Sheriff Brooks）

## 發行
2016年2月，焦點影業獲得了其在美國的發行權。電影最先於2016年5月16日在第69屆坎城影展上入選競爭金棕櫚獎。本片定於2016年11月4日在美國上映。

## 反響
影片獲得了正面好評。爛番茄新鮮度高達93%，平均得分7.3／10。電影在坎城影展上映後，獲得了全場起立鼓掌認同。《好萊塢報導》、《人物》和《Essence》等多家媒體都給予了肯定的評價，並認定電影有資格競爭奧斯卡金像獎。多數影評人稱讚其敘事和不灑狗血的作風，以及喬爾·埃哲頓與露絲·奈嘉的精采演出。

## 外部連結
- 互联网电影数据库（IMDb）上《愛侶》的资料（英文）
- Box Office Mojo上《愛侶》的資料（英文）
- 開眼電影網上《愛侶》的資料（繁體中文）